# حملة البلقان (1529)
جهز السلطان سليمان القانوني حملة البلقان لفتح العاصمة النمساوية فيينا فبالتالي سيوجه ضربة حاسمة تسمح له بتعزيز قبضته على المجر. جاءت هذه الحملة كرد على هجوم فريدناند على المجر تحت الحكم العثماني.

## المسير
كان مسير السلطان أيضاً لمساعدة تابعه يانوش زابوليا الذي كان يطالب بعرش المجر. أرسل السلطان جيشه نحو الشمال بتاريخ 10 أيار 1529. نجحت الحملة بسرعة ففي الثامن من أيلول استسلمت بودا للعثمانيين ونصب يانوش زابوليا ملكاً على المجر. وعلاوة على ذلك، استعاد السلطان غران، تاتا، كومورون وراب. فخسر فرديناند الأول بذلك كل ما احتله في العامين المنصرمين. في 27 أيلول، وصل السلطان سليمان القانوني فيينا.

## ما بعد الحملة
سَبَّبَ وصولُ السُّلطان العُثماني إلى قَلب أوروبا ذُعراً كبيراً عَبرَ أوروبا، عدَّل مارتن لوثر -الذي اعتقدَ بِأنَّ الُعثمانيين هم عِقابُ الرّبِّ لِلنَّصارى على معاصيهم- آراءَهُ وَكتبَ كِتابَهُ «الحربُ مع الأتراك» في 1529 وَدعى إِلى أنّ سَخطَ الرّب يجبُ أن يُقاومَ بِقوةٍ شديدة. وَبَدَأَ بَعدها السُّلطان حصار فيينا.